# 藤崎台駅
藤崎台駅（ふじさきだいえき）は、かつて千葉県習志野市に存在した新京成電鉄新京成線の駅（廃駅）である。

## 概要
国鉄津田沼駅至近の新津田沼駅から松戸方面へ順次延伸していた新京成線（当時）が、1953年（昭和28年）に京成津田沼駅に乗り入れる際、前原駅から直線的に京成津田沼へ新線を建設、それまでの前原 - （初代）新津田沼間を廃し、新線上に（二代目）新津田沼駅を設置した。この二代目駅が当駅のルーツである。
1961年（昭和36年）、総武本線への乗り換えの便を図るため、前原 - （初代）新津田沼間を復活し、初代駅と同じ位置に（三代目）新津田沼駅が設置された。これにより当駅は藤崎台と改称されたが駅は存続、前原 - （三代目）新津田沼間・前原 - 藤崎台 - 京成津田沼間は併存とされ、松戸方面から双方向へ列車が運転されていた。両線は前原駅から津田沼方向へ単線並列で並走し、途中変電所のある辺りで分岐していた。
1968年（昭和43年）、この分岐状態を一本化すべく、新津田沼から京成津田沼へ至る新線が開業し、当駅を経由する区間は廃止、当駅も廃駅となった。
分岐駅だった当時の前原駅は2面3線の構造で、駅北側の踏切東側には、藤崎台方面への分岐線と推測される線路跡が、廃止後も残っていた。近在には、京成電鉄の第二工場（現・イオンモール津田沼の場所）が1981年（昭和57年）頃まで存在し、当駅（および現在の新津田沼駅） - 京成津田沼駅間は京成電鉄に所属する第二工場への引込み線の扱いであったが、1987年（昭和62年）頃に新京成電鉄へ移管。旧第二工場内の藤崎台支線に相当する敷地（現：さくら公園）は、2003年（平成15年）に習志野市に売却するまで新京成が所有していた。

新津田沼駅・藤崎台駅の変遷
初代: 1947年12月27日 - 1953年10月31日
2代目: 1953年11月1日 - 1961年8月22日
3代目: 1961年8月23日 - 1968年5月13日
4代目: 1968年5月14日 - 現在

## 歴史
- 1953年（昭和28年）11月1日：京成津田沼駅への延長に際し、二代目新津田沼駅として開業[1]。
- 1961年（昭和36年）7月1日：ルート変更に伴い、三代目新津田沼駅（終着駅）が開業。二代目駅は藤崎台駅に改称[1]。
- 1968年（昭和43年）5月14日：四代目新津田沼駅（現駅）開業に伴いルート変更、藤崎台駅廃止[1]。

## 跡地
道路や住宅となっており、周辺も後々住宅地として区画整理されたため痕跡が全くない。

## その他
「藤崎台」という地名自体は現存しないが、若干東側に「藤崎」という地名があり、京成バスの停留所として「藤崎台」が現存している。

## 隣の駅
新京成電鉄
新京成線
前原駅 - 藤崎台駅 - 京成津田沼駅